# Židovský hřbitov v Janovicích nad Úhlavou
Židovský hřbitov v Janovicích nad Úhlavou leží jihozápadně od Janovic nad Úhlavou a je přístupný po polní cestě odbočující doleva ze silnice na Petrovice nad Úhlavou za bývalý armádní areál. Je chráněn jako kulturní památka České republiky.
Založen byl nejpozději roku 1705, což je datace nejstaršího náhrobku. Celkově se dochovalo přes 250 náhrobních kamenů. Patří k majetku české Federace židovských obcí. Opravený vchod s umělecky kovanou bránou je situován na severovýchodě hřbitova, v areálu stojí památník obětem holokaustu.
Ve městě se též nachází i bývalá synagoga.